# British Home Championship 1925
British Home Championship 1925 – trzydziesta szósta edycja turnieju piłki nożnej między reprezentacjami z Wielkiej Brytanii. Tytułu broniła Walia, ale straciła go na rzecz Szkocji. Królem strzelców został reprezentant tryumfatora - Hughie Gallacher (zdobył pięć goli).

## Turniej
| 22 października 1924 | Anglia · Kelly 15' · Bedford 60' · Walker 70' | 3 : 1(1 : 1)Raport | Irlandia · Gillespie | Goodison Park, Liverpool Widzów: 30 000 Sędzia: Peter Craigmoyle |
|                      |                                               |                    |                      |                                                                  |

| 14 lutego 1925 | Szkocja · Gallacher · Meiklejohn | 3 : 1 | Walia · Williams | Tynecastle Park, Edynburg |
|                |                                  |       |                  |                           |

| 28 lutego 1925 | Walia · Keenor | 1 : 2(1 : 2)Raport | Anglia · Roberts 11' 15' | Vetch Field, Swansea Widzów: 8 000 Sędzia: John Cahill |
|                |                |                    |                          |                                                        |

| 28 lutego 1925 | Irlandia | 0 : 3 | Szkocja · Meiklejohn · Gallacher · Dunn | Windsor Park, Belfast |
|                |          |       |                                         |                       |

| 4 kwietnia 1925 | Szkocja · Gallacher 36' 85' | 2 : 0(1 : 0)Raport | Anglia | Hampden Park, Glasgow Widzów: 92 000 Sędzia: Arthur Ward |
|                 |                             |                    |        |                                                          |

| 18 kwietnia 1925 | Walia | 0 : 0 | Irlandia | Racecourse Ground, Wrexham |
|                  |       |       |          |                            |

## Tabela
| Msc. | Zespół   | M | W | R | P | Br+ | Br- | Pkt |
| ---- | -------- | - | - | - | - | --- | --- | --- |
| 1    | Szkocja  | 3 | 3 | 0 | 0 | 8   | 1   | 6   |
| 2    | Anglia   | 3 | 2 | 0 | 1 | 5   | 4   | 4   |
| 3    | Walia    | 3 | 0 | 1 | 2 | 2   | 5   | 1   |
| 3    | Irlandia | 3 | 0 | 1 | 2 | 1   | 6   | 1   |

## Strzelcy
5 goli
- Hughie Gallacher

2 gole
- David Meiklejohn
- Frank Roberts

1 gol
- Bob Kelly
- Harry Bedford
- Billy Walker
- Billy Gillespie
- Billy Williams
- Fred Keenor
- James Dunn